# Mobilize Duo
La Mobilize Duo est un quadricycle électrique à deux places adapté à la mobilité urbaine, remplaçant de la Renault Twizy. Le modèle est présenté dans sa version quasi définitive au salon Mondial de l'automobile de Paris 2022. La Mobilize Duo appartient à Mobilize, la marque de Renault Groupe dédiée aux nouvelles mobilités. La Mobilize Duo est préfigurée par le show car Mobilize EZ-1 Prototype en 2021, dévoilé lors de la conférence « Renaulution », présentée par Luca de Meo, directeur général de Renault.

## Historique
En janvier 2021, le véhicule est présenté sous forme de prototype, l'EZ-1,. La nomination finale “Duo” est officialisée en juin 2021.

## Caractéristiques
Le véhicule est équipé d’une cabine totalement fermée.
La Mobilize Duo se caractérise par ses dimensions ultra-compactes qui la rendent facile à manœuvrer dans les zones urbaines les plus encombrées, et le véhicule est conçue avec des matériaux recyclés,.
Mobilize a opté pour une application sur smartphone en remplacement de la clé. La gestion des différentes fonctionnalités et instruments du véhicule est centralisée, pour l'essentiel, sur un seul écran.

## La gamme de véhicules Mobilize
La gamme propose deux modèles de quadricycles électriques: l’un destiné au transport de particuliers (DUO) et l’autre à la logistique et aux services de proximité (BENTO).

### Mobilize Duo
La Duo dispose deux versions, la Mobilize Duo 45 en quadricycle léger et accessible sans permis dès 14 ans avec une vitesse max de 45 km/h et la Mobilize Duo 80 en quadricycle lourd avec une vitesse max de 80 km/h qui nécessite un permis B1,,. Les deux modèles ont une autonomie de 140 km. Selon la fiche technique, ces deux modèles se caractérisent par une longueur de 2,43m, une largeur de 1,30m, une hauteur de 1,46m et peuvent accueillir un conducteur en fauteuil roulant.
La recharge peut être effectuée sur secteur ou via une station de recharge publique.

### Mobilize Bento
Elle dispose d'un dérivé utilitaire, le Mobilize Bento, ce dernier dispose d'un coffre fermé à la place du siège passager.
La Bento cible les professionnels et est commercialisé depuis 2024.
Le véhicule se caractérise par une configuration monoplace, équipé d'un coffre fermé à l'arrière avec un volume d'environ 700 litres,,. Ce modèle peut rouler à une vitesse de 80 km/h et parcourir jusqu'à 140 km. Le Bento est entièrement connecté à la gestion des flottes d’entreprises, le véhicule dispose d’un système d'accès et de démarrage via une clé numérique (app sur smartphone).

Mobilize Bento
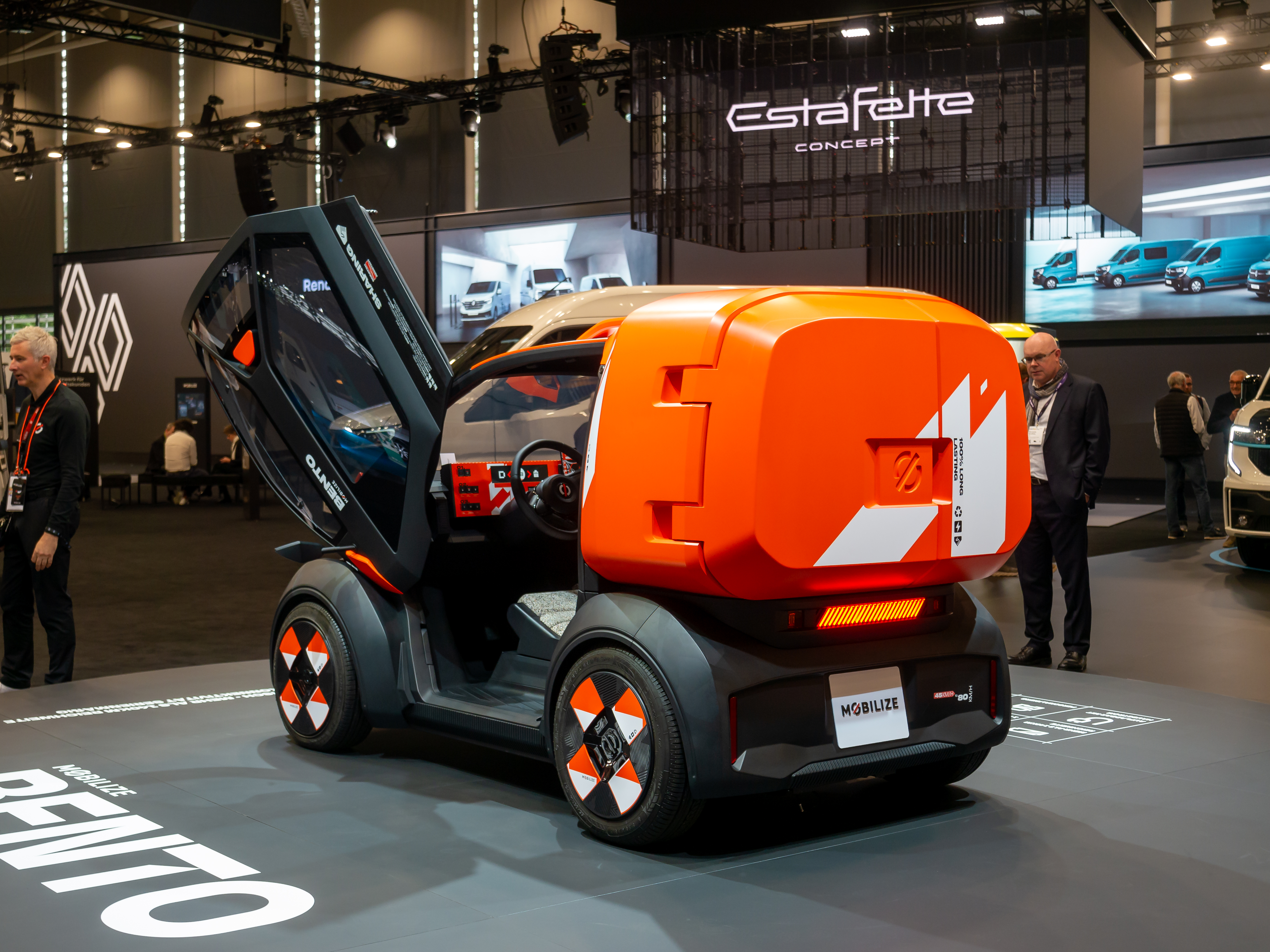

Le câble de recharge attaché à la voiture (utilisable sur une prise domestique de 220 volts) peut être remplacé par un câble de type 2 qui est compatible avec les bornes de recharge publiques sur les routes, dans les entreprises ou les parkings.
Le véhicule électrique Mobilize Bento est conçu pour la livraison et le transport d’objets peu encombrants,,.

Cette version dispose d'un volume total de chargement de 1 mètre cube,.